# بوتيفار
|                |    |    |    |
| \| \| \| \| \| |    |    |    |
|                |    |    |    |
| ra             | pA | di | pA |

| ra | pA | di | pA |

|                |    |    |    |
| \| \| \| \| \| |    |    |    |
|                |    |    |    |
| ra             | pA | di | pA |

| ra | pA | di | pA |

|                |    |    |    |
| \| \| \| \| \| |    |    |    |
|                |    |    |    |
| ra             | pA | di | pA |

| ra | pA | di | pA |

|                |    |    |    |
| \| \| \| \| \| |    |    |    |
|                |    |    |    |
| ra             | pA | di | pA |

| ra | pA | di | pA |

بوتيفار أو قوطفير أو قوطيفار أو بوتيفار بن روحيب هو عزيز مصر (الوزير الأول) أثناء فترة قدوم النبي يوسف حسب الروايات التوراتية. وزوجته تدعى راعيل بنت رماييل ولقبها زليخة.

## القصة في القرآن
مصر كانت تحت حكم الهكسوس عندما وصل يوسف لمنصب عزيز مصر بدليل ﴿وَقَالَ الْمَلِكُ إِنِّي أَرَى سَبْعَ بَقَرَاتٍ سِمَانٍ يَأْكُلُهُنَّ سَبْعٌ عِجَافٌ وَسَبْعَ سُنْبُلَاتٍ خُضْرٍ وَأُخَرَ يَابِسَاتٍ يَا أَيُّهَا الْمَلَأُ أَفْتُونِي فِي رُؤْيَايَ إِنْ كُنْتُمْ لِلرُّؤْيَا تَعْبُرُونَ ۝٤٣﴾  (سورة يوسف)، فلقب حكام الهسكوس ملك ولقب حكام مصر فرعون، وعندما ذكر القران كلمة فرعون في عهد النبي موسى ﴿وَقَالَ فِرْعَوْنُ ذَرُونِي أَقْتُلْ مُوسَى وَلْيَدْعُ رَبَّهُ إِنِّي أَخَافُ أَنْ يُبَدِّلَ دِينَكُمْ أَوْ أَنْ يُظْهِرَ فِي الْأَرْضِ الْفَسَادَ ۝٢٦﴾  (سورة غافر) كان الفراعنة قد طردوا الهكسوس واستعبدوا بني إسرائيل لأنهم كانوا أعوان الهكسوس في اضطهاد المصريين[بحاجة لمصدر].

## قصته مع النبي يوسف
يروى أن بوتيفار هو من اشترى يوسف، وأدخله إلى بلاطه وهو طفل ولم يعامله معاملة العبيد بل أوصى زوجته زليخة بالإحسان إليه لما وجد فيه من الفطنة والذكاء والرأي الثاقب فيروي القرآن: ﴿وَقَالَ الَّذِي اشْتَرَاهُ مِنْ مِصْرَ لِامْرَأَتِهِ أَكْرِمِي مَثْوَاهُ عَسَى أَنْ يَنْفَعَنَا أَوْ نَتَّخِذَهُ وَلَدًا وَكَذَلِكَ مَكَّنَّا لِيُوسُفَ فِي الْأَرْضِ وَلِنُعَلِّمَهُ مِنْ تَأْوِيلِ الْأَحَادِيثِ وَاللَّهُ غَالِبٌ عَلَى أَمْرِهِ وَلَكِنَّ أَكْثَرَ النَّاسِ لَا يَعْلَمُونَ ۝٢١﴾ سورة يوسف، الآية 21.
ترعرع يوسف في بلاط العزيز بوتيفار مدة أحد عشر عاماً إلى أن اشتد عوده وصار شاباً حسن الوجه حلو الكلام، شجاعاً قوياً، وذا علم ومعرفة. وكان لا يمضي يوم إلا ويزداد شغف زليخة (زوجة بوتيفار) بيوسف إلى أن راودته عن نفسه ظنًا منها أنه سيطيعها في معصية الله حسب القرآن. إلا أن يوسف نبي ومن المخلصين: ﴿وَلَقَدْ هَمَّتْ بِهِ وَهَمَّ بِهَا لَوْلَا أَنْ رَأَى بُرْهَانَ رَبِّهِ كَذَلِكَ لِنَصْرِفَ عَنْهُ السُّوءَ وَالْفَحْشَاءَ إِنَّهُ مِنْ عِبَادِنَا الْمُخْلَصِينَ ۝٢٤﴾ سورة يوسف، الآية 24، فأبى أن يرتكب الخطيئة وهرب تجاه الباب ناويا الخروج، لكنهما وجدا بوتيفار عند الباب. وعندما رأى بوتيفار أن قميص يوسف قد قـُدَّ من دُبـُرٍ أيقن أن زوجته زليخة هي الخائنة وهي من راودت يوسف عن نفسه فقال كلمته الشهيرة: ﴿فَلَمَّا رَأَى قَمِيصَهُ قُدَّ مِنْ دُبُرٍ قَالَ إِنَّهُ مِنْ كَيْدِكُنَّ إِنَّ كَيْدَكُنَّ عَظِيمٌ ۝٢٨﴾ سورة يوسف، الآية 28.
ثم قامت زليخة بعد ذلك بالعمل على سجن يوسف حتى ينصاع لرغبتها ويطيعها. لكنها فقدت ثقة زوجها بوتيفار بعد أن انفضح أمرها. ولبث يوسف في السجن عشر سنين.
ملاحظة :
لم يذكر اسم بوتيفار واسم زليخة في القرأن الكريم بل ذكر العزيز وامرأة العزيز .

## طالع كذلك
- يوسف
- زليخة
- مالك بن زعر

## وصلات خارجية
- إحدى حلقات مسلسل يوسف الصدّيق على اليوتيوب وفيها يشتري بوتيفار النبي يوسف على يوتيوب